# Burgstall Blumenrod
Der Burgstall Blumenrod ist eine abgegangene Burg südlich des Wohngebiets Blumenrod im Süden der Stadt Limburg an der Lahn im Landkreis Limburg-Weilburg in Hessen.
Von der Gründungszeit und über die Bauherren der Burg ist nichts bekannt. Ein Lehnsbrief von 1373 des Trierer Erzbischofs an die von Bubenheim, in dem „Haus und Hof zu Blumenrod“ genannt werden, weist auf ein „festes Steinhaus“ hin. Im 15. Jahrhundert wurde die Burg in einer Chronik erneut erwähnt.
Christian Daniel Vogel bezeichnet in seiner Beschreibung des Herzogtums Nassau 1843 die Reste noch als: „Zwei Adelige hatten hier eine Burg, die im Jahr 1242 in einem Volksaufstande soll zerstört worden sein. Noch siehet man ihre Burgschale, mit eingesunkenen Wällen und Gräben ganz nahe am Hofe Blumenrod.“ Wenn diese Angaben zutreffen, dann war die Burg eine Ganerbenburg.
In der Geschichte der Domäne Blumenrod wird ebenso darauf verwiesen, dass sich der Hof bis zum Jahr 1720 noch 300 m weiter südlich auf Linterer Gemarkung befand, was Vogels Literaturangabe unter dem Stichwort Linter unterstützt.
Die Burgreste sollen entweder in den 1930er Jahren zum Bau eines Militärflugplatzes oder erst im Jahr 1973 beim Bau eines Wasserbehälters verwendet worden sein.